# エシュウィネ (ウェセックス王)
エシュウィネ（Æscwine, 古英語：ÆSCVVINE CENFVSING VVESTSEAXNA CYNING, 羅: ÆSCVVINE REX SAXONVM OCCIDENTALIVM, ? - 676年頃）は、ウェセックス王家に連なる人物で、後世ウェセックス王として列せられている。しかしながら、彼がこの時代のウェセックスを治めた単独の王であったとは考えられてはいない。日本語ではアクスウィネとも書かれる。

## 治世
後世の歴史家ベーダ・ヴェネラビリスはウェセックス王チェンワルフ没後の時代をこう書いている：
西サクソン族の伝承ではチェンワルフの後、妻サクスブルフが一年間女王として王位に就き、その後エシュウィネの名が書き残されているが、別の文献ではサクスブルフの後、父チェンフス(Cenfus)が王位に2年間就き、その後にエシュウィネによって引き継がれたとされている。
アングロサクソン年代記ではエシュウィネの統治は674年より始まるとされている。この項目にはまた彼の出自の系譜が記述されており、それによると彼はキュンリッチから5代目の子孫とされている。ベーダはエシュウィネを副王とさえもしてはいない。この姿勢からベーダは彼をウェセックス王イネを擁立する支持者の一人として見なしていた事が窺える。イネはベーダの生きた時代にウェセックスを治めていた王家の始祖であり、イネの家系はまたチェウリンの息子クスウィネを通じてキュンリッチにつながる貴種の子孫としていた。
675年、エシュウィネは「ビーダンヘフデ(Biedanheafde)」でマーシア王ウルフヘレの侵入を退け、これを敗った。この地がどこであったかは特定できていない。
エシュウィネの死後、王位はチェントウィネによって引き継がれた。